# Hawaï (film, 1966)
Pour les articles homonymes, voir Hawaï (homonymie).
Pour plus de détails, voir Fiche technique et Distribution.
Hawaï (Hawaii) est un film américain réalisé par George Roy Hill, sorti en 1966. Il est adapté du roman de même titre de James A. Michener.

## Synopsis
Au XIXe siècle, le révérend Abner Hale et sa jeune épouse Jerusha sont envoyés de la Nouvelle-Angleterre à Hawaï, en tant que missionnaires calvinistes dans le but de convertir les insulaires au christianisme.

## Fiche technique
- Titre original : Hawaii
- Titre français : Hawaï
- Réalisation : George Roy Hill, assisté de Richard Talmadge et James Blue
- Scénario : Dalton Trumbo et Daniel Taradash, d'après le roman de James A. Michener
- Directeur artistique : James W. Sullivan
- Chef décorateur : Cary Odell
- Décorateur de plateau : Raymond Boltz Jr. et Edward G. Boyle
- Costumes : Dorothy Jeakins
- Maquillage : Emile LaVigne
- Photographie : Russell Harlan
- Montage : Stuart Gilmore
- Musique : Elmer Bernstein
- Production : 
  - Producteur : Walter Mirisch
  - Producteur associée : Lewis J. Rachmil
- Société(s) de production : Mirisch Corporation
- Société(s) de distribution : (États-Unis) United Artists
- Budget : 15 000 000 $ US[1]
- Pays d’origine :  États-Unis
- Année : 1966
- Langue originale : anglais, hawaïen
- Format : couleur (DeLuxe) – 35 mm – 2,35:1 – mono (Westrex Electric Recording)
- Genre : Film dramatique
- Durée : 189 minutes
- Dates de sortie : 
  - États-Unis : 10 octobre 1966
  - Royaume-Uni : 2 janvier 1967 (première à Londres)
- Affiche : Jean Mascii (France)

## Distribution
- Julie Andrews (VF : Martine Sarcey) : Jerusha Bromley
- Max von Sydow (VF : René Arrieu) : le révérend Abner Hale
- Richard Harris (VF : Roger Rudel) : le capitaine Rafer Hoxworth
- Gene Hackman (VF : Jacques Deschamps) : John Whipple
- Carroll O'Connor (VF : Serge Nadaud) : Charles Bromley
- Jocelyne LaGarde (VF : Hélène Tossy) : la reine Malama, Alii Nui de Maui
- Manu Tupou (en) (VF : Bachir Touré) : Keoki
- Ted Nobriga (VF : Jacques Berlioz) : Kelolo
- Elizabeth Logue (VF : Monique Thierry) : Noelani
- John Cullum (VF : Henri Poirier) : le révérend Immanuel Quigley
- George Rose (VF : William Sabatier) : le capitaine Janders
- Lou Antonio : le révérend Abraham Hewlett
- Torin Thatcher (VF : Georges Hubert) : le révérend Thorn
- Michael Constantine (VF : Jacques Balutin) : Mason, un marin
- Malcolm Atterbury (VF : Maurice Pierrat) : Gideon Hale
- John Harding (VF : Jacques Balutin) : Collins
- Heather Menzies : Mercy Bromley
- Dorothy Jeakins : Hepzibah Hale
- Bertil Werjefelt (VF : Yves-Marie Maurin) : Micah Hale à 18 ans

## Récompenses et distinctions

### Récompenses
- Golden Globes 1967 :
  - Meilleure actrice dans un second rôle pour Jocelyne LaGarde
  - Meilleure musique de film pour Elmer Bernstein

### Nominations
- Oscars 1966 :
  - Meilleure actrice dans un second rôle pour Jocelyne LaGarde
  - Meilleure photographie pour un film en couleurs
  - Meilleure création de costumes pour un film en couleurs
  - Meilleurs effets visuels
  - Meilleure musique de film (partition originale) pour Elmer Bernstein
  - Meilleure chanson originale
  - Meilleur mixage de son

- Golden Globes 1967 :
  - Meilleur acteur dans un film dramatique pour Max von Sydow

- Laurel Awards 1967 :
  - Meilleure chanson :  2e place

- National Society of Film Critics Awards 1967 :
  - Meilleur acteur : 2e place (ex æquo avec Richard Burton pour Qui a peur de Virginia Woolf ?